# Archeologia orientale

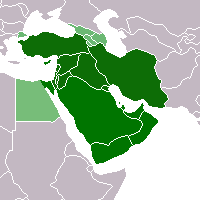
Mappa del Vicino Oriente.

L'archeologia orientale studia le antiche civiltà precedenti al periodo classico nell'area che oggi corrisponde all'incirca al Vicino Oriente. Comprende quindi le culture che si svilupparono in Mesopotamia (moderno Iraq e parte della Siria), in Persia (Iran), nel Levante (Israele, Palestina, Giordania, Siria, Libano) e in Anatolia (l'attuale Turchia), insieme all'Egitto.
Lo studio specifico di alcune culture assume altre denominazioni:
- Assiriologia, originariamente concentrata sulla civiltà della Mesopotamia, oggi ne studia principalmente la letteratura;
- Fenicio-Punica, per la civiltà fenicia e punica;
- Egittologia, per la civiltà sviluppatasi nell'antico Egitto;
- Iranistica, per la cultura persiana e iranica;
- Ittitologia, per la civiltà degli Ittiti.

Ha confini meno definiti lo studio delle civiltà della Mesopotamia (Sumeri, Accadi, Babilonesi, etc.) e di quelle ad esse affini (la civiltà protosiriana di Ebla ad esempio) i cui studiosi prendono il nome di orientalisti tout court in quanto le diverse civiltà si sovrappongono e si influenzano reciprocamente nella stessa area denominata vicino oriente che comprende attualmente Iraq, Siria, Giordania e Turchi.